# Karlstadt
 For alternative betydninger, se Karlstadt (flertydig). (Se også artikler, som begynder med Karlstadt)
Karlstadt er administrationsby i Landkreis Main-Spessart i regierungsbezirk Unterfranken i den tyske delstat Bayern. Den ligger omkring 25 kilometer nord for Würzburg, ved floden Main, i det Frankiske vindistrikt.

## Bydele
Efter sammenlægningen i 1978 er der ud over Karlstadt disse landsbyer og bebyggelser i kommunen:
- Gambach
- Heßlar
- Karlburg
- Karlstadt
- Laudenbach
- Mühlbach
- Rohrbach
- Stadelhofen
- Stetten
- Wiesenfeld

## Historie
Fra udgangen af det 6. til midten af det 13. århundrede var der på den den anden bred af floden Main en stor bebyggelse Karlburg med kloster og havn.
Det havde sammenhæng med den ovenfor liggende borg Karlsburg, der blev ødelagt under den tyske bondekrig i 1525. Karlstadt blev grundlagt i 1202 af biskop Konrad von Querfurt.